# Deadlock (группа)
Deadlock − немецкая melodic death metal группа, основанная в 1997 году в Лейпциге (Германия).

## История
Впервые судьба свела вместе эту юную команду в 1997 году, образовав группу Hans-George. К концу 1998 года из группы ушел басист Майк, которого в скором времени сменил Томас Хушка (Thomas Huschka). После выхода в 1999 году их одноименного EP «Deadlock», выпущенного на собственные средства, ребята из Winter Records заметили потенциал этого коллектива и сделали им предложение. В 2000 году мир увидел MCD из 7 песен «I’ll wake you when spring awakes».
С того времени в группе появилось два новых участника — второй гитарист Том и клавишница,а также вторая вокалистка Сабине Венигер (Sabine Weniger). Сабине участвовала в записи нескольких треков в альбоме «The Arrival», вышедшем в 2002 году, играя на клавишных и выступая вторым вокалом.
В начале 2009 года группу покинул басист Томас Хушка. Вскоре его сменил Джон Галерт (John Gahlert). В 2011 году, после записи удачного альбома Bizarro World и отыграв несколько концертов, группу покидает один из основателей — вокалист Йоханнес Прем, причиной чего стала его семья на которую у него не хватало времени. Группа осталась с Йоханнесом в дружеских отношениях. Вскоре место вокалиста в группе занял уже игравший до этого басист Джон Галерт а на его место за бас встал друг группы и водитель их турового автобуса Фердинанд Ревики.

## Состав
- Sabine Weniger — вокал (2002—2014), Margie Gerlitz — вокал(c 2016 г.)
- John Gahlert — гроул
- Gert Rymen — гитара
- Sebastian Reichl — гитара
- Ferdinand Rewicki — бас-гитара
- Tobias Graf — ударные (R.I.P.)

## Дискография
2002 — The Arrival

2005 — Earth.Revolt

2007 — Wolves

2008 — Manifesto

2011 — Bizarro World

2013 — The Arsonist

2014 — Re-Arrival

2016 — Hybris
2024 — Blackest Black